# Peppermint Creeps
Peppermint Creeps — американський глем-панк-гурт з Голлівуду, Каліфорнія, заснований у 1997 році. Їх музику можна порівняти з Kiss у стилі мелодійного панку. Гурт знайомий публіці завдяки їх сценічному макіяжу, червоним, зеленим і рожевим волоссям, а також за їх складні костюми, які складаються, переважно, з чорного ПВХ та з флуоресцентними фарбами.

## Історія
Peppermint Creeps утворилися в 1997 році в Голлівуді, до складу гурту входили гітарист Мейсі Малоун, бас-гітарист Карі Еш з Канади та барабанщик Трейсі Майклз з США.
Працювали в студії над демо-записами та виступали в андеграунд-клубах у Каліфорнії. Біллі Фокс незабаром покинув гурт за сімейними обставинами, обов'язки вокаліста поклав на себе Мейсі Малоун і вже як тріо Peppermint Creeps записали студійний E.P. «CreE.P.show», спродюсований Ренді Кастілло (барабанщик Motley Crue і Ozzy Osbourne), партії клавішних записав Тедді "Зіґ-Заґ" Андредес з Guns N' Roses. 2001 року до гурту приєднався гітарист гурту Psycho Gypsy — Едді Електра. 2002 року Creeps випускають «повнометражний» студійний альбом Animatron X і вирушають в перший гастрольний тур. Яскрава косметика, детально розроблені флуоресцентні концертні костюми, зелене, червоне волосся, що світяться в ультрафіолеті, і потужний звук приносять команді успіх і популярність не тільки в США, а та у Європі. 2003 року з гурту йде Карі Еш, і Едді Електра переходить на бас, а у 2006 році Електра заявив про бажання почати сольну кар'єру, його замінює Біллі Блейд. 2007 року P.C. записують чудовий триб'ют-альбом Cover Up. Альбом включає приголомшливе виконання хіта Мадонни Cherish, бітлівської She Loves You і незабутній хіт Bay City Rollers — Rock 'n Roll Love Letter.
13 червня 2008, в п'ятницю, з невідомих причин помер засновник і барабанщик гурту Трейсі Майклз.
В 2024 році гурт знову повернувся на сцену та випустив 2 пісні. Спочатку - запальний кавер на класику Misfits "Forbidden Zone", а потім - варіація на тему "Boulevard of Broken Dreams" Hanoi Rocks.

## Дискографія

### Студійні альбоми
| Рік  | Назва                            | US |
| ---- | -------------------------------- | -- |
| 2002 | Animatron X                      |    |
| 2005 | We Are the Weirdos               |    |
| 2007 | Cover Up                         |    |
| 2009 | In Hell                          |    |
| 2010 | Greatest Misses «Live» 1998—2009 |    |

### EP
- CreE.P. show (1998)

### Відео
- Lesbian Video — VHS(2005)
- Complete Video Collection — DVD(2007)
- Final Video Collection — DVD(2008)
- Greatest «Misses» Live — DVD(2010)

## Склад

### Поточний склад
- Мейсі Малоун — вокал, гітара (1997–теперішній час)
- Біллі Блейд — бас-гітара, вокал (2006–теперішній час)

### Колишні учасники
- Трейсі Майклз — ударні, вокал (1997—2008; помер 2008)
- Карі Еш — бас-гітара (1997—2003)
- Едді Електра — вокал, бас-гітара/гітара на концертах(2002—2006)
- Роббі Стейлз — гітара, вокал (2004—2005)(2006—2007)

### Запрошені
- Енді Стеч — бас-гітара на концертах(2003—2004)
- Маркі Десайд — живий вокал (1998)
- Біллі Фокс — гітара, вокал на концертах (1999)
- Тріксі Джой (Michael Joseph) — бас-гітара на концертах (1999)